# Bien de inversión
Bien de inversión es un concepto económico Jurídico que incluye a los inmovilizados así como a los bienes de capital que así mismo forman parte de los inmovilizados de una empresa aunque la definición de bien de inversión es distinta según se este hablando de IVA o de los impuestos que gravan los beneficios (Impuesto de sociedades, Impuesto sobre la renta)

## Los Bienes de inversión en el Iva
El artículo 108 de ley 37/1992 ley del IVA define Bien de Inversión como "los bienes corporales, muebles, semovientes o inmuebles que, por su naturaleza y función, estén normalmente destinados a ser utilizados por un período de tiempo superior a un año como instrumentos de trabajo o medios de explotación." que además deben de superar los 3005,06 euros.
Esta definición deja fuera tanto a los bienes intangibles que son considerados servicios como aquellos que no pasan de la cantidad indicada en el párrafo anterior.
Que un bien tenga la consideración de bien de  inversión va a suponer que sean susceptibles de regularización por un periodo de 5 años o 10 años de tratarse de bienes inmuebles.

## Los Bienes de inversión en el cálculo del resultado
Junto con el IVA el impuesto sobre la renta de las personas físicas (IRPF) y el impuesto de sociedades (IS) según se trate de un autónomo o bien de una sociedad respectivamente constituyen la carga tributaria que se paga en España por la realización de una actividad económica. 
De cara al IRPF se indica en la ley del IRPF que los autónomos que tengan inmovilizados deberán de llevar un libro registro de bienes de inversión
Desde el punto de vista del impuesto de sociedades las entidades con personalidad jurídica tendrán que llevar contabilidad de acuerdo al Plan General Contable anotando los bienes de inversión en el grupo 2.
Tanto en el IRPF como en el impuesto de sociedades los bienes de inversión se van trasladando a la cuenta de resultados mediante la amortización